# آنیکو نادی
آنیکو نادْیْ (مجاری: Nagy Anikó؛ زادهٔ ۱ آوریل ۱۹۷۰) بازیکن هندبال اهل مجارستان است.